# Territoire (république démocratique du Congo)
Pour les articles homonymes, voir Territoire et Territoire (éthologie).

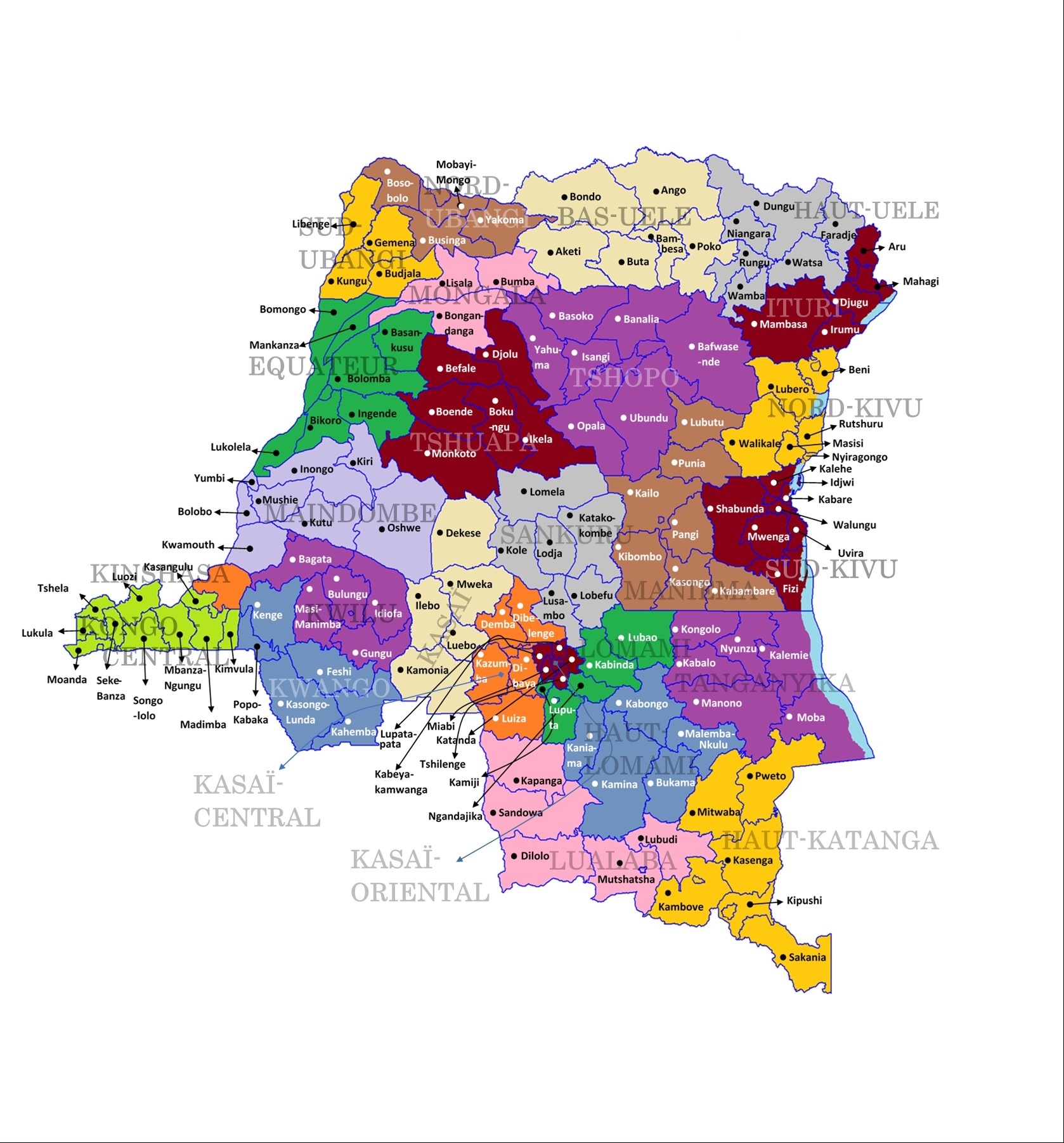
République démocratique du Congo

Un territoire en république démocratique du Congo est une circonscription administrative déconcentrée, subdivision de la province. Il est dépourvu de personnalité juridique et est dirigé par un administrateur de territoire.

## Histoire
Les territoires sont instaurés par l'arrêté royal du 28 mars 1912 comme subdivision des 22 districts du Congo belge.

## Administration
L’administrateur de territoire et les administrateurs de territoire assistants sont nommés par le président de la République sur proposition du ministre de l’Intérieur qui les affecte sur proposition du gouverneur de province.

## Liste des territoires
En 2018, 25 provinces sont subdivisées en 145 territoires et 34 villes. La Ville-province de Kinshasa n'est pas divisée en territoires mais en 24 communes urbaines.
| Pcode | Territoire      | Chef-lieu       | Province       |
| ----- | --------------- | --------------- | -------------- |
| 5204  | Aketi           | Aketi           | Bas-Uele       |
| 5207  | Ango            | Ango            | Bas-Uele       |
| 5409  | Aru             | Aru             | Ituri          |
| 5111  | Bafwasende      | Bafwasende      | Tshopo         |
| 3202  | Bagata          | Bagata          | Kwilu          |
| 5209  | Bambesa         | Bambesa         | Bas-Uele       |
| 5110  | Banalia         | Banalia         | Tshopo         |
| 4107  | Basankusu       | Basankusu       | Équateur       |
| 5109  | Basoko          | Basoko          | Tshopo         |
| 4503  | Befale          | Befale          | Tshuapa        |
| 6109  | Beni            | Beni            | Nord-Kivu      |
| 4102  | Bikoro          | Bikoro          | Équateur       |
| 4502  | Boende          | Boende          | Tshuapa        |
| 4506  | Bokungu         | Bokungu         | Tshuapa        |
| 3309  | Bolobo          | Bolobo          | Mai-Ndombe     |
| 4108  | Bolomba         | Bolomba         | Équateur       |
| 4104  | Bomongo         | Bomongo         | Équateur       |
| 5206  | Bondo           | Bondo           | Bas-Uele       |
| 4405  | Bongandanga     | Bongandanga     | Mongala        |
| 4306  | Bosobolo        | Bosobolo        | Nord-Ubangi    |
| 4203  | Budjala         | Budjala         | Sud-Ubangi     |
| 7306  | Bukama          | Bukama          | Haut-Lomami    |
| 3205  | Bulungu         | Bulungu         | Kwilu          |
| 4404  | Bumba           | Bumba           | Mongala        |
| 4305  | Businga         | Businga         | Nord-Ubangi    |
| 5202  | Buta            | Buta            | Bas-Uele       |
| 9208  | Dekese          | Dekese          | Kasaï          |
| 9106  | Demba           | Demba           | Kasaï central  |
| 9102  | Dibaya          | Dibaya          | Kasaï central  |
| 7205  | Dilolo          | Dilolo          | Lualaba        |
| 9107  | Dimbelenge      | Dimbelenge      | Kasaï central  |
| 4504  | Djolu           | Djolu           | Tshuapa        |
| 5405  | Djugu           | Djugu           | Ituri          |
| 5305  | Dungu           | Dungu           | Haut-Uele      |
| 5307  | Faradje         | Faradje         | Haut-Uele      |
| 3103  | Feshi           | Feshi           | Kwango         |
| 6210  | Fizi            | Fizi            | Sud-Kivu       |
| 4202  | Gemena          | Gemena          | Sud-Ubangi     |
| 3211  | Gungu           | Gungu           | Kwilu          |
| 3207  | Idiofa          | Idiofa          | Kwilu          |
| 6206  | Idjwi           | Idjwi           | Sud-Kivu       |
| 4505  | Ikela           | Ikela           | Tshuapa        |
| 9206  | Ilebo           | Ilebo           | Kasaï          |
| 4109  | Ingende         | Ingende         | Équateur       |
| 3302  | Inongo          | Inongo          | Mai-Ndombe     |
| 5402  | Irumu           | Irumu           | Ituri          |
| 5105  | Isangi          | Isangi          | Tshopo         |
| 7407  | Kabalo          | Kabalo          | Tanganyika     |
| 6309  | Kabambare       | Kabambare       | Maniema        |
| 6202  | Kabare          | Kabare          | Sud-Kivu       |
| 8207  | Kabeya-Kamwanga | Kabeya-Kamwanga | Kasaï oriental |
| 8102  | Kabinda         | Kabinda         | Lomami         |
| 7304  | Kabongo         | Kabongo         | Haut-Lomami    |
| 3105  | Kahemba         | Kahemba         | Kwango         |
| 6302  | Kailo           | Kailo           | Maniema        |
| 6205  | Kalehe          | Kalehe          | Sud-Kivu       |
| 7402  | Kalemie         | Kalemie         | Tanganyika     |
| 7105  | Kambove         | Kambove         | Haut-Katanga   |
| 8105  | Kamiji          | Kamiji          | Lomami         |
| 7302  | Kamina          | Kamina          | Haut-Lomami    |
| 9102  | Kamonia         | Kamonia         | Kasaï          |
| 7303  | Kaniama         | Kanyama         | Haut-Lomami    |
| 7207  | Kapanga         | Kapanga         | Lualaba        |
| 2016  | Kasangulu       | Kasangulu       | Kongo central  |
| 7107  | Kasenga         | Kasenga         | Haut-Katanga   |
| 6312  | Kasongo         | Kasongo         | Maniema        |
| 3107  | Kasongo-Lunda   | Kasongo-Lunda   | Kwango         |
| 8308  | Katako-Kombe    | Katako-Kombe    | Sankuru        |
| 8209  | Katanda         | Katanda         | Kasaï oriental |
| 9105  | Kazumba         | Kazumba         | Kasaï central  |
| 3102  | Kenge           | Kenge 2         | Kwango         |
| 6313  | Kibombo         | Kibombo         | Maniema        |
| 2019  | Kimvula         | Kimvula         | Kongo central  |
| 7103  | Kipushi         | Kipushi         | Haut-Katanga   |
| 3303  | Kiri            | Kiri            | Mai-Ndombe     |
| 8306  | Kole            | Kole            | Sankuru        |
| 9109  | Kongolo         | Kongolo         | Tanganyika     |
| 4204  | Kungu           | Kungu           | Sud-Ubangi     |
| 3306  | Kutu            | Kutu            | Mai-Ndombe     |
| 3307  | Kwamouth        | Kwamouth        | Mai-Ndombe     |
| 4205  | Libenge         | Libenge         | Sud-Ubangi     |
| 4402  | Lisala          | Binga           | Mongala        |
| 8304  | Lodja           | Lodja           | Sankuru        |
| 8307  | Lomela          | Lomela          | Sankuru        |
| 8109  | Lubao           | Lubao           | Lomami         |
| 8309  | Lubefu          | Lubefu          | Sankuru        |
| 6105  | Lubero          | Lubero          | Nord-Kivu      |
| 7203  | Lubudi          | Lubudi          | Lualaba        |
| 6306  | Lubutu          | Lubutu          | Maniema        |
| 9204  | Luebo           | Luebo           | Kasaï          |
| 8104  | Luilu           | Luputa          | Lomami         |
| 9104  | Luiza           | Luiza           | Kasaï central  |
| 4103  | Lukolela        | Lukolela        | Équateur       |
| 2006  | Lukula          | Lukula          | Kongo central  |
| 2010  | Luozi           | Luozi           | Kongo central  |
| 8208  | Lupatapata      | Lupatapata      | Kasaï oriental |
| 8302  | Lusambo         | Lusambo         | Sankuru        |
| 2017  | Madimba         | Madimba         | Kongo central  |
| 5407  | Mahagi          | Mahagi          | Ituri          |
| 4105  | Mankanza        | Makanza         | Équateur       |
| 7305  | Malemba-Nkulu   | Malemba-Nkulu   | Haut-Lomami    |
| 5403  | Mambasa         | Mambasa         | Ituri          |
| 7406  | Manono          | Manono          | Tanganyika     |
| 3213  | Masi-Manimba    | Masi-Manimba    | Kwilu          |
| 6103  | Masisi          | Masisi          | Nord-Kivu      |
| 2014  | Mbanza-Ngungu   | Mbanza-Ngungu   | Kongo central  |
| 8206  | Miabi           | Miabi           | Kasaï oriental |
| 7108  | Mitwaba         | Mitwaba         | Haut-Katanga   |
| 2004  | Moanda          | Moanda          | Kongo central  |
| 7404  | Moba            | Moba            | Tanganyika     |
| 4303  | Mobayi-Mbongo   | Mobayi-Mbongo   | Nord-Ubangi    |
| 4507  | Monkoto         | Monkoto         | Tshuapa        |
| 3311  | Mushie          | Mushie          | Mai-Ndombe     |
| 7202  | Mutshatsha      | Mutshatsha      | Lualaba        |
| 9207  | Mweka           | Mweka           | Kasaï          |
| 6212  | Mwenga          | Mwenga          | Sud-Kivu       |
| 8107  | Ngandajika      | Ngandajika      | Lomami         |
| 5303  | Niangara        | Niangara        | Haut-Uele      |
| 6102  | Nyiragongo      | Kibumba         | Nord-Kivu      |
| 7410  | Nyunzu          | Nyunzu          | Tanganyika     |
| 5103  | Opala           | Opala           | Tshopo         |
| 3304  | Oshwe           | Oshwe           | Mai-Ndombe     |
| 6307  | Pangi           | Pangi           | Maniema        |
| 5208  | Poko            | Poko            | Bas-Uele       |
| 3108  | Popokabaka      | Popokabaka      | Kwango         |
| 6304  | Punia           | Punia           | Maniema        |
| 7109  | Pweto           | Pweto           | Haut-Katanga   |
| 5302  | Rungu           | Rungu           | Haut-Uele      |
| 6112  | Rutshuru        | Rutshuru        | Nord-Kivu      |
| 7104  | Sakania         | Sakania         | Haut-Katanga   |
| 7206  | Sandoa          | Sandoa          | Lualaba        |
| 2009  | Seke-Banza      | Seke-Banza      | Kongo central  |
| 6204  | Shabunda        | Shabunda        | Sud-Kivu       |
| 2011  | Songololo       | Songololo       | Kongo central  |
| 2008  | Tshela          | Tshela          | Kongo central  |
| 8203  | Tshilenge       | Tshilenge       | Kasaï oriental |
| 5108  | Ubundu          | Ubundu          | Tshopo         |
| 6209  | Uvira           | Uvira           | Sud-Kivu       |
| 6104  | Walikale        | Walikale        | Nord-Kivu      |
| 6207  | Walungu         | Walungu         | Sud-Kivu       |
| 5311  | Wamba           | Wamba           | Haut-Uele      |
| 5309  | Watsa           | Watsa           | Haut-Uele      |
| 5107  | Yahuma          | Yahuma          | Tshopo         |
| 4304  | Yakoma          | Yakoma          | Nord-Ubangi    |
| 3310  | Yumbi           | Yumbi           | Mai-Ndombe     |